# Champions de France de natation en bassin de 50 m du 4 × 200 m nage libre

## 4 × 200 mètres nage libre messieurs
| Championnat | Lieu                                            | Club                                  | Athlète                                                                   | Naissance           | Âge         | Temps            |
| ----------- | ----------------------------------------------- | ------------------------------------- | ------------------------------------------------------------------------- | ------------------- | ----------- | ---------------- |
| 1921        | Strasbourg                                      | Libellule de Paris                    |                                                                           |                     |             | 12 min 03 s 6 RF |
| 1922        | Tourcoing                                       | Enfants de Neptune de Tourcoing       |                                                                           |                     |             | 11 min 49 s 2 RF |
| 1923        | Arras                                           | Enfants de Neptune de Tourcoing       |                                                                           |                     |             | 11 min 41 s 2 RF |
| 1924        | non disputé                                     |                                       |                                                                           |                     |             |                  |
| 1925        | Paris Les tourelles                             | SN Strasbourg                         |                                                                           |                     |             | 11 min 20 s 6    |
| 1926        | Paris Les tourelles                             | Enfants de Neptune de Tourcoing       |                                                                           |                     |             | 11 min 19 s 2    |
| 1927        | Paris Les tourelles                             | Enfants de Neptune de Tourcoing       |                                                                           |                     |             | 11 min 00 s 2    |
| 1928        | Paris Les tourelles                             | Enfants de Neptune de Tourcoing       |                                                                           |                     |             | 10 min 46 s 2    |
| 1929        | Paris Les tourelles                             | Enfants de Neptune de Tourcoing       |                                                                           |                     |             | 10 min 43 s 8    |
| 1930        | Paris Les tourelles                             | SCUF                                  |                                                                           |                     |             | 10 min 34 s 4    |
| 1931        | Paris Les tourelles                             | Enfants de Neptune de Tourcoing       |                                                                           |                     |             | 10 min 43 s 6    |
| 1932        | Marseille Chevalier Roze Sport (25 m)           | CRS Marseille                         |                                                                           |                     |             | 10 min 10 s 8 RF |
| 1933        | Paris Les tourelles                             | Enfants de Neptune de Tourcoing       |                                                                           |                     |             | 10 min 17 s 4    |
| 1934        | Paris Les tourelles                             | Club des Nageurs de Paris             |                                                                           |                     |             | 10 min 10 s 2    |
| 1935        | Bordeaux                                        | Club des Nageurs de Paris             |                                                                           |                     |             | 10 min 02 s 4    |
| 1936        | Paris Les tourelles                             | Club des Nageurs de Paris             |                                                                           |                     |             | 10 min 03 s 8    |
| 1937        | Paris Les tourelles                             | Club des Nageurs de Paris             |                                                                           |                     |             | 10 min 07 s 6    |
| 1938        | Paris Les tourelles                             | Club des Nageurs de Paris             |                                                                           |                     |             | 9 min 58 s 8     |
| 1939        | Paris Les tourelles                             | Dauphins du TOEC                      |                                                                           |                     |             | 9 min 50 s 0     |
| 1940        | non disputé                                     |                                       |                                                                           |                     |             |                  |
| 1941        | Toulouse                                        | non disputé                           |                                                                           |                     |             |                  |
| 1942        | Villeurbanne                                    | Dauphins du TOEC                      |                                                                           |                     |             | 10 min 08 s 2    |
| 1943        | Toulouse Paris Les tourelles                    | Racing Club de France                 |                                                                           |                     |             | 10 min 32 s 2    |
| 1944        | Paris Les tourelles Tourcoing Toulouse Bordeaux | Dauphins du TOEC                      |                                                                           |                     |             | 10 min 08 s 4    |
| 1945        | Paris Les tourelles                             | Dauphins du TOEC                      |                                                                           |                     |             | 10 min 04 s 5    |
| 1946        | Paris Les tourelles                             | Dauphins du TOEC                      |                                                                           |                     |             | 9 min 28 s 2 RF  |
| 1947        | Paris Les tourelles                             | Dauphins du TOEC                      |                                                                           |                     |             | 9 min 41 s 8     |
| 1948        | Paris Les tourelles                             | Dauphins du TOEC                      |                                                                           |                     |             | 9 min 41 s 3     |
| 1949        | Paris Les tourelles                             | Dauphins du TOEC                      |                                                                           |                     |             | 9 min 33 s 2     |
| 1950        | Paris Les tourelles                             | Dauphins du TOEC                      |                                                                           |                     |             | 9 min 27 s 8     |
| 1951        | Bordeaux                                        | Dauphins du TOEC                      |                                                                           |                     |             | 9 min 22 s 1     |
| 1952        | Paris Les tourelles                             | Dauphins du TOEC                      |                                                                           |                     |             | 9 min 31 s 4     |
| 1953        | Dijon                                           | Racing Club de France                 |                                                                           |                     |             | 9 min 34 s 5     |
| 1954        | Paris Les tourelles                             | Racing Club de France                 |                                                                           |                     |             | 9 min 37 s 9     |
| 1955        | Bellerive-sur-Allier                            | Racing Club de France                 |                                                                           |                     |             | 9 min 37 s 2     |
| 1956        | Paris Georges Vallerey                          | Racing Club de France                 |                                                                           |                     |             | 9 min 40 s 3     |
| 1957        | Paris Georges Vallerey                          | Racing Club de France                 |                                                                           |                     |             | 9 min 20 s 3     |
| 1958        | Paris Georges Vallerey                          | Cercle des nageurs de Marseille       |                                                                           |                     |             | 9 min 19 s 3     |
| 1959        | Alger                                           | Bridja Sp. Alger                      |                                                                           |                     |             | 8 min 54 s 1     |
| 1960        | Paris Georges Vallerey                          | non disputé                           |                                                                           |                     |             |                  |
| 1961 hiver  | Paris Piscine de Pontoise (33,33m)              | non disputé                           |                                                                           |                     |             |                  |
| 1961 été    | Paris Georges Vallerey                          | Cercle des nageurs de Marseille       | C. Raffy H. Vidil R. Christophe J-P. Moine                                |                     |             | 8 min 52 s 7     |
| 1962 hiver  | Nancy                                           | non disputé                           |                                                                           |                     |             |                  |
| 1962 été    | Paris Georges Vallerey                          | Racing Club de France                 |                                                                           |                     |             | 8 min 36 s 4 RF  |
| 1963 hiver  | Marseille Piscine Vallier (25 m)                | non disputé                           |                                                                           |                     |             |                  |
| 1963 été    | Paris Georges Vallerey                          | Racing Club de France                 |                                                                           |                     |             | 8 min 38 s 4     |
| 1964 hiver  | Marseille Piscine Vallier (25 m)                | non disputé                           |                                                                           |                     |             |                  |
| 1964 été    | Paris Georges Vallerey                          | Cercle des nageurs de Marseille       | R. Christophe F. Bentosela G. Bayon J-Y. Moine                            |                     |             | 8 min 32 s 5 RF  |
| 1965 hiver  | Marseille Piscine Vallier (25 m)                | non disputé                           |                                                                           |                     |             |                  |
| 1965 été    | Paris Georges Vallerey                          | Dunkerque Natation                    |                                                                           |                     |             | 8 min 30 s 8 RF  |
| 1966 hiver  | Le Mans (25 m)                                  | non disputé                           |                                                                           |                     |             |                  |
| 1966 été    | Paris Georges Vallerey                          | Cercle des nageurs de Marseille       | A. Mosconi F. Bentosela P. Vanacker G. Bayon                              |                     |             | 8 min 25 s 7 RF  |
| 1967 hiver  | Caen (25 m)                                     | non disputé                           |                                                                           |                     |             |                  |
| 1967 été    | Paris Georges Vallerey                          | Cercle des nageurs de Marseille       | F. Vigorito J-L. Vanacker P. Vanacker A. Mosconi                          |                     |             | 8 min 21 s 9 RF  |
| 1968 hiver  | Montreuil                                       | non disputé                           |                                                                           |                     |             |                  |
| 1968 été    | Paris Georges Vallerey                          | ASPTT Paris                           |                                                                           |                     |             | 8 min 17 s 0 RF  |
| 1969 hiver  | Toulouse                                        | non disputé                           |                                                                           |                     |             |                  |
| 1969 été    | Paris Georges Vallerey                          | Cercle des nageurs de Marseille       | F. Vigorito A. Mosconi P. Amardeilh J-P. Battilana                        |                     |             | 8 min 14 s 5 RF  |
| 1970 hiver  | Aix-en-Provence                                 | non disputé                           |                                                                           |                     |             |                  |
| 1970 été    | Paris Georges Vallerey                          | Cercle des nageurs de Marseille       | F. Vigorito J-P. Battilana J-P. Andraca P. Amardeilh                      |                     |             | 8 min 12 s 4 RF  |
| 1971 hiver  | Montreuil                                       | non disputé                           |                                                                           |                     |             |                  |
| 1971 été    | Paris Georges Vallerey                          | Cercle des nageurs de Marseille       | F. Vigorito J-P. Battilana J-J. Moine A. Mosconi                          |                     |             | 8 min 09 s 2 RF  |
| 1972 hiver  | Rouen (25 m)                                    | non disputé                           |                                                                           |                     |             |                  |
| 1972 été    | Vittel                                          | Cercle des nageurs de Marseille       | P. Amardeilh F. Vigorito J-J. Moine A. Mosconi                            |                     |             | 8 min 08 s 0 RF  |
| 1973 hiver  | Paris Georges Hermant                           | non disputé                           |                                                                           |                     |             |                  |
| 1973 été    | Vittel                                          | ASPTT Paris                           |                                                                           |                     |             | 8 min 10 s 88    |
| 1974 hiver  | Bordeaux                                        | non disputé                           |                                                                           |                     |             |                  |
| 1974 été    | Paris Georges Vallerey                          | Cercle des nageurs de Marseille       | P. Amardeilh M. Lazzaro J-L. Bartolone J-J. Moine                         |                     |             | 8 min 06 s 71 RF |
| 1975 hiver  | Troyes                                          | non disputé                           |                                                                           |                     |             |                  |
| 1975 été    | Paris Georges Vallerey                          | Racing Club de France                 |                                                                           |                     |             | 8 min 07 s 60    |
| 1976 hiver  | Tarbes                                          | non disputé                           |                                                                           |                     |             |                  |
| 1976 été    | Paris Georges Vallerey                          | Cercle des nageurs d'Antibes          |                                                                           |                     |             | 7 min 56 s 52 RF |
| 1977 hiver  | Rennes                                          | non disputé                           |                                                                           |                     |             |                  |
| 1977 été    | Paris Georges Vallerey                          | Cercle des nageurs de Marseille       | M. Lazzaro J-P. Rosolacci Ph. Chadel P. Amardeilh                         |                     |             | 7 min 58 s 89    |
| 1978 hiver  | Lille                                           | non disputé                           |                                                                           |                     |             |                  |
| 1978 été    | Laval                                           | Dunkerque Natation                    |                                                                           |                     |             | 7 min 54 s 70 RF |
| 1979 hiver  | Nanterre                                        | non disputé                           |                                                                           |                     |             |                  |
| 1979 été    | Mulhouse                                        | Racing Club de France                 |                                                                           |                     |             | 7 min 56 s 03    |
| 1980 hiver  | Bordeaux                                        | non disputé                           |                                                                           |                     |             |                  |
| 1980 été    | Brive-la-Gaillarde                              | Cercle des nageurs de Marseille       | F. Delcourt J. Favre M. Lazzaro D. Petit                                  |                     |             | 7 min 52 s 22 RF |
| 1981 hiver  | La Rochelle                                     | non disputé                           |                                                                           |                     |             |                  |
| 1981 été    | Dunkerque                                       | Cercle des nageurs de Marseille       | F. DElcourt J. Favre M. Lazzaro D. Petit                                  |                     |             | 7 min 47 s 03 RF |
| 1982 hiver  | Toulouse                                        | Cercle des nageurs de Marseille       | J. Favre M. Lazzaro P. Aramini F. Delcourt                                |                     |             | 7 min 50 s 16    |
| 1982 été    | Megève                                          | Cercle des nageurs de Marseille       | J. Favre Y. Meslier F. Delcourt P. Aramini                                |                     |             | 7 min 55 s 15    |
| 1983 hiver  | Tours                                           | Cercle des nageurs de Marseille       |                                                                           |                     |             | 7 min 48 s 80    |
| 1983 été    | Bordeaux                                        | Cercle des nageurs de Marseille       |                                                                           |                     |             | 7 min 47 s 11    |
| 1984 hiver  | Strasbourg                                      | Cercle des nageurs de Marseille       |                                                                           |                     |             | 7 min 48 s 90    |
| 1984 été    | Paris Georges Vallerey                          | Cercle des Nageurs d'Avignon          | P. Laget O. Orsoni E. Michel G. Dallenbach                                |                     |             | 7 min 51 s 04    |
| 1985 hiver  | Aix-en-Provence                                 | Mulhouse Olympic Natation             |                                                                           |                     |             | 7 min 48 s 26    |
| 1985 été    | Dunkerque                                       | Cercle des nageurs de Marseille       | F. Delcourt J-N. Moine M. Lazzaro J. Favre                                |                     |             | 7 min 47 s 02 RF |
| 1986 hiver  | Rennes                                          | Cercle des nageurs de Marseille       | J-N. Moine J. Favre D. Bataille F. Delcourt                               |                     |             | 7 min 43 s 17 RF |
| 1986 été    | Millau                                          | Dauphins du TOEC                      |                                                                           |                     |             | 7 min 45 s 53    |
| 1987 hiver  | Mulhouse                                        | Racing Club de France                 |                                                                           |                     |             | 7 min 38 s 79 RF |
| 1987 été    | Strasbourg                                      | Dauphins du TOEC                      |                                                                           |                     |             | 7 min 41 s 60    |
| 1988 hiver  | Vittel                                          | Racing Club de France                 |                                                                           |                     |             | 7 min 37 s 63 RF |
| 1988 été    | Dunkerque                                       | Dauphins du TOEC                      |                                                                           |                     |             | 7 min 35 s 45 RF |
| 1989 hiver  | Forbach                                         | Racing Club de France                 |                                                                           |                     |             | 7 min 34 s 48 RF |
| 1989 été    | Paris Georges Vallerey                          | Racing Club de France                 |                                                                           |                     |             | 7 min 33 s 62 RF |
| 1990 hiver  | La Rochelle                                     | Racing Club de France                 |                                                                           |                     |             | 7 min 36 s 24    |
| 1990 été    | Narbonne                                        | Racing Club de France                 |                                                                           |                     |             | 7 min 31 s 33 RF |
| 1991 hiver  | Saint-Étienne                                   | Racing Club de France                 |                                                                           |                     |             | 7 min 37 s 15    |
| 1991 été    | Millau                                          | Racing Club de France                 |                                                                           |                     |             | 7 min 38 s 56    |
| 1992 hiver  | Dunkerque                                       | Racing Club de France                 |                                                                           |                     |             | 7 min 32 s 90    |
| 1992 été    | Mennecy                                         | Cercle des nageurs de Marseille       |                                                                           |                     |             | 7 min 43 s 13    |
| 1993 hiver  | Mennecy                                         | non disputé                           |                                                                           |                     |             |                  |
| 1993 été    | Paris Georges Vallerey                          | Mulhouse Olympic Natation             |                                                                           |                     |             | 7 min 38 s 95    |
| 1994 hiver  | Lille                                           | Racing Club de France                 |                                                                           |                     |             | 7 min 36 s 77    |
| 1994 été    | Aix-les-Bains                                   | Cercle des nageurs d'Antibes          |                                                                           |                     |             | 7 min 35 s 65    |
| 1995 hiver  | Mennecy                                         | ES Massy                              |                                                                           |                     |             | 7 min 35 s 29    |
| 1995 été    | Canet-en-Roussillon                             | Athletic Club de Boulogne-Billancourt |                                                                           |                     |             | 7 min 38 s 96    |
| 1996 hiver  | Dunkerque                                       | Athletic Club de Boulogne-Billancourt |                                                                           |                     |             | 7 min 32 s 62    |
| 1996 été    | Montpellier                                     | Athletic Club de Boulogne-Billancourt |                                                                           |                     |             | 7 min 45 s 54    |
| 1997        | Mennecy                                         | Cercle des nageurs d'Antibes          |                                                                           |                     |             | 7 min 38 s 47    |
| 1998        | Amiens                                          | Athletic Club de Boulogne-Billancourt |                                                                           |                     |             | 7 min 32 s 68    |
| 1999        | Dunkerque                                       | Dauphins du TOEC                      |                                                                           |                     |             | 7 min 26 s 38 RF |
| 2000        | Rennes                                          | Dauphins du TOEC                      |                                                                           |                     |             | 7 min 30 s 58    |
| 2001        | Chamalières                                     | Dauphins du TOEC                      |                                                                           |                     |             | 7 min 34 s 61    |
| 2002        | Chalon-sur-Saône                                | Dauphins du TOEC                      | Walter Monbergé Sven Becquet Samuel Chaillou Xavier Marchand              | 1977 1981 1980 1983 | 25 21 22 29 | 7 min 34 s 27    |
| 2003        | Saint-Étienne                                   | Mulhouse Olympic Natation             | Nicolas Rostoucher Guillaume Strohmeyer Yoann Soldermann Amaury Leveaux   | 1981 1985           | 22 18       | 7 min 29 s 14    |
| 2004        | Dunkerque                                       | Royaume-Uni (open)                    | Gavin Meadows Ed Sinclair David O'Brien David Carry                       | 1977 1980 1983 1981 | 27 24 21 23 | 7 min 20 s 75    |
| 2004        | Dunkerque                                       | Dauphins du TOEC                      | Walter Monbergé Loïc Branda Christophe Rovira Pierre Roger                | 1977 1983           | 27 21       | 7 min 33 s 62    |
| 2005        | Nancy                                           | Mulhouse Olympic Natation             | Amaury Leveaux Benjamin Stasiulis Guillaume Strohmeyer Nicolas Rostoucher | 1985 1986 1985 1981 | 20 19 20 24 | 7 min 24 s 39 RF |
| 2006        | Tours                                           | Mulhouse Olympic Natation             | Guillaume Strohmeyer Benjamin Stasiulis Nicolas Rostoucher Amaury Leveaux | 1985 1986 1981 1985 | 21 20 25 21 | 7 min 20 s 53 RF |
| 2007        | Saint-Raphaël                                   | Cercle des nageurs de Marseille       | William Meynard Grégory Mallet Romain Caffet Fabien Gilot                 | 1987 1984 1982 1984 | 20 23 25 23 | 7 min 18 s 03 RF |
| 2008        | Dunkerque                                       | Cercle des nageurs d'Antibes          | Mathieu Madelaine Benoit Debast Christophe Lebon Yoris Grandjean          | 1983 1989 1982 1989 | 25 19 26 19 | 7 min 25 s 15    |
| 2009        | Montpellier                                     | Olympic Nice Natation                 | Yannick Agnel Kevin Trannoy Mathieu Fonteyn Guillaume Strohmeyer          | 1992 1987 1985      | 17 22 24    | 7 min 22 s 93    |
| 2010        | Saint-Raphaël                                   | Cercle des nageurs de Marseille       | Nabil Kebbab Fabien Gilot Camille Lacourt William Meynard                 | 1983 1984 1985 1987 | 27 26 25 23 | 7 min 28 s 97    |